# Eberhard-Wildermuth-Siedlung (Frankfurt am Main)
Die Eberhard-Wildermuth-Siedlung (Frankfurt am Main), die auch als Siedlung Mainzer Landstraße und für Teilbereiche auch als Lindenwald-Siedlung oder Bizonale Siedlung bezeichnet wird, ist eine Wohnsiedlung im Frankfurter Stadtteil Griesheim.

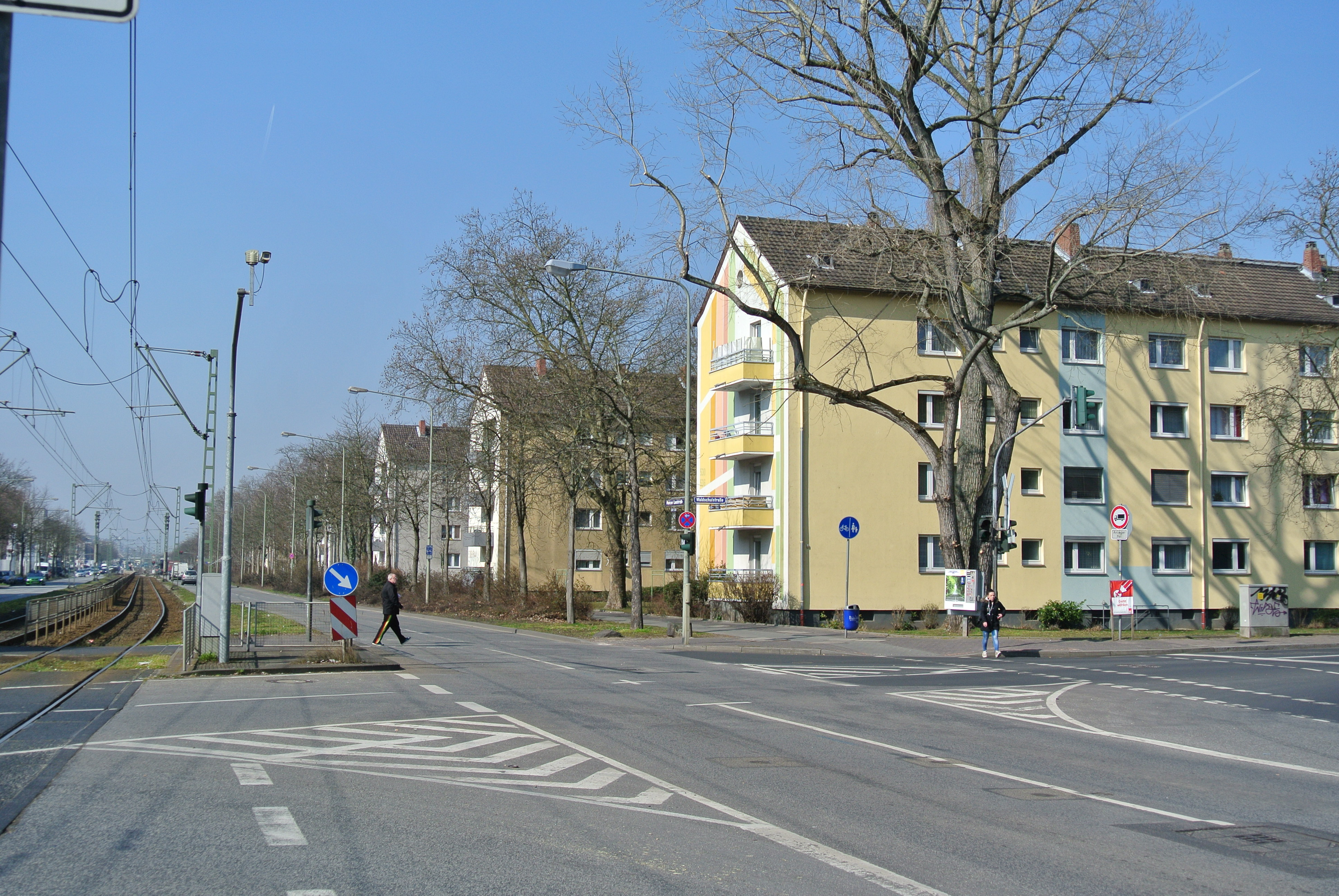
Eberhard-Wildermuth-Siedlung, Mainzer Landstraße

## Lage und Erschließung
Die Eberhard-Wildermuth-Siedlung umfasst eine Fläche von rund 60 Hektar und liegt im nördlichen Griesheim nördlich der Mainzer Landstraße, westlich der Bundesautobahn 5, südlich der Taunus-Eisenbahn und östlich von Nied. Die Mainzer Landstraße schließt die Siedlung an das überörtliche Straßennetz an. Über die dort verlaufenden Straßenbahn-Linien 11 und 21 und die Haltestellen Waldschulstraße, Linnegraben und Jägerallee sowie über die Buslinien 54 und 59 ist die Eberhard-Wildermuth-Siedlung an den Öffentlichen Personennahverkehr angebunden. 
Die innere Erschließung erfolgt über die in Nord-Süd-Richtung verlaufenden Straßen Waldschulstraße, Zum Linnegraben und Jägerallee. Quer dazu verlaufen die Anwohnerstraßen Wildentenstraße, Auerhahnstraße, Elsterstraße, Rebhuhnstraße, Rehstraße, An der Zingelswiese, Bingelsweg, Heinrich-Hardt-Straße, Foockenstraße und weitere Anliegerstraßen.

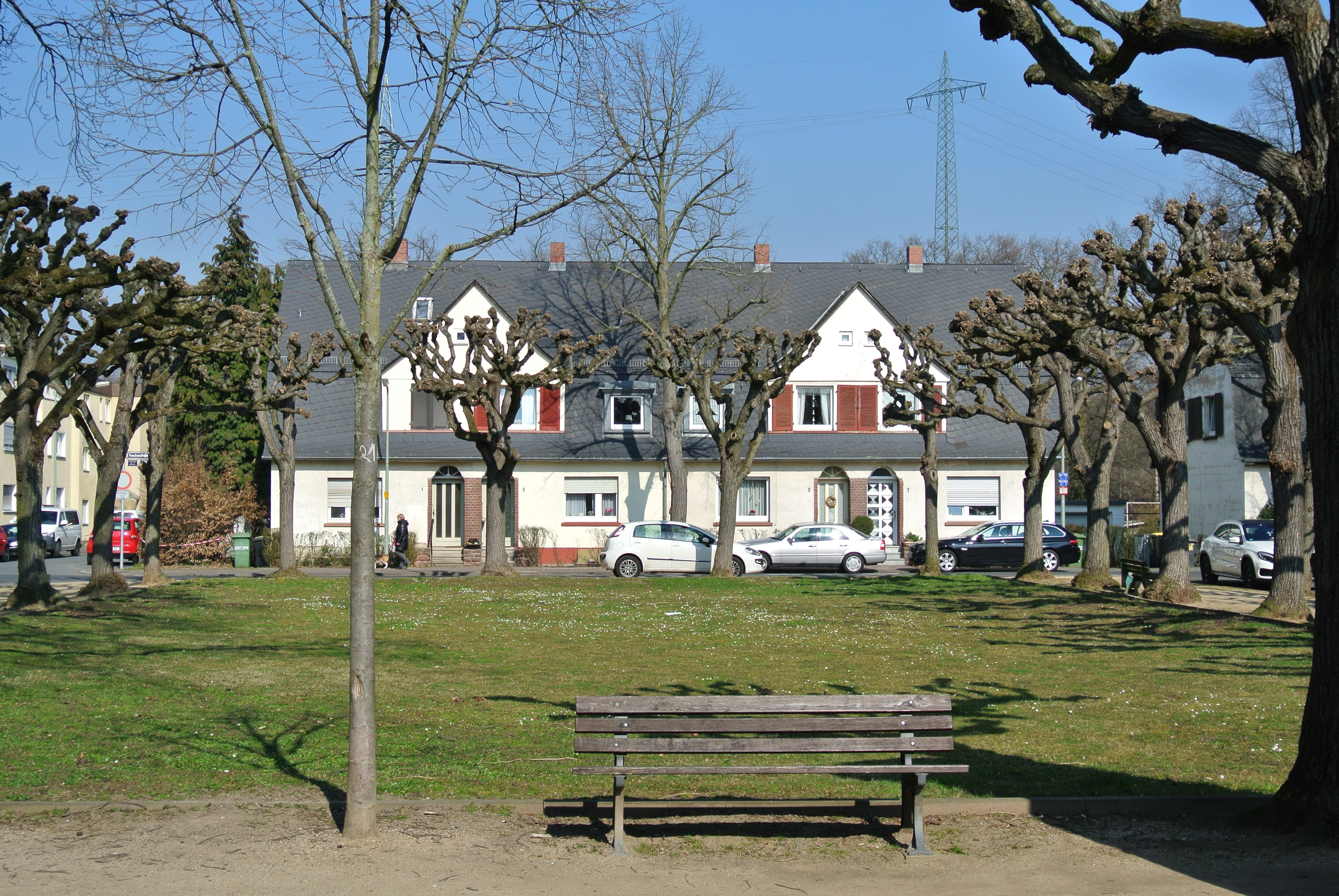
Lindenwald-Siedlung

## Entstehung
Die Wohnungsnot am Ende des Ersten Weltkriegs veranlasste die damals noch selbständige Gemeinde Griesheim, neuen Wohnraum zu schaffen. In der Zeit zwischen 1921 und 1924 wurde die Lindenwald-Siedlung mit insgesamt 100 Sozialwohnungen nach Entwürfen des Architekten Heiner Hamburger gebaut. Damit griff die Bebauung vom historischen Ortskern im Süden ausgehend erstmals über die Mainzer Landstraße nach Norden. Frühere Ausnahmen waren die Eichendorffschule in der Waldschulstraße, die unter dem Namen Waldschule bereits 1917 eröffnet wurde und der 1897 angelegte Friedhof Griesheim in der Waldschulstraße. 1928 wurde Griesheim zusammen mit den westlichen Frankfurter Vororten in die Stadt Frankfurt eingemeindet.
Nach dem Ende des Zweiten Weltkriegs schufen die amerikanische und die britische Militärregierung in Frankfurt den Wirtschaftsrat des Vereinigten Wirtschaftsgebietes der sogenannten Bizone. Weil Frankfurt dadurch zu einem aussichtsreichen Kandidaten für die Wahl zur Bundeshauptstadt wurde, richtete man die Stadtentwicklung darauf aus und plante ab 1948 eine Siedlung in Griesheim die auch Bizonale Siedlung genannt wurde. Sie war für die hinzuziehenden Bundesbeamten gedacht. Dieser Abschnitt entstand ab 1948 westlich des Linnegrabens und umfasste 580 Wohnungen. 
Ab den 1950er Jahren wurde auch das östliche Gebiet bebaut und die Siedlung nach Bundesbauminister Eberhard Wildermuth benannt. Bauherr und heute teils noch Eigentümer sind die Frankfurter Siedlungsgesellschaft, die Rhein-Main Wohnen, die Nassauische Heimstätte und die Gemeinnützige Gesellschaft für Wohnheime und Arbeiterwohnungen. Sie errichteten zwischen 1920 und 1970 insgesamt 794 Wohngebäude mit 2.545 Wohnungen mit Mitteln des Sozialen Wohnungsbaus. Darin leben 4.750 Bewohner (Stand: 2008). Da sich im Gebiet auch zahlreiche nicht geförderte private Wohngebäude befinden beträgt die Gesamteinwohnerzahl von Griesheim-Nord knapp 8.000 Bewohner (Stand: 2005).

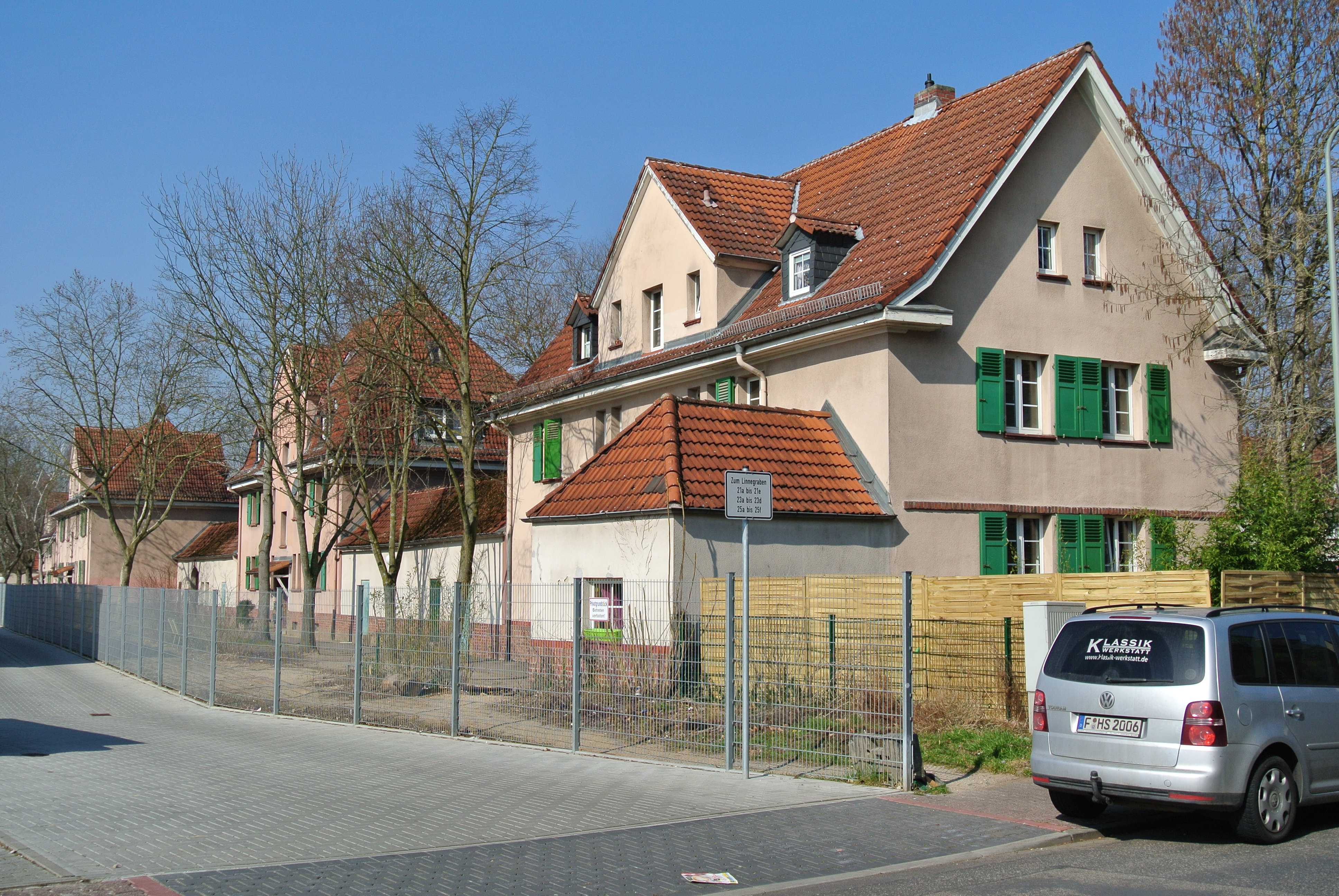
Lindenwald-Siedlung, Rehstraße

## Lindenwald-Siedlung
Die Lindenwald-Siedlung umfasst die nördlich gelegenen Straßenzüge Foockenstraße, Am Lindenfeld, Rehstraße, Kattowitzer Straße und Tarnowitzer Straße. Die ein- bis zweigeschossigen Bauten sind straßenbegleitend angeordnet und bestehen aus Doppel- und Reihenhäusern, die in offener Bauweise errichtet wurden. Eine Ausnahme bildet die vierseitig umschlossene Gebäudeanlage Am Lindenfeld. Die Architektur im Stil des Historismus ist geprägt durch Gestaltungselemente von Jugendstil, Neorenaissance und Neoklassizismus. Die Häuser sind meist mit steilen Sattel- oder Walmdächern gedeckt, die teils Zwerchhäuser aufweisen. Die Fassaden sind verputzt und mit Gesimses und Fensterbänken aus Naturstein sowie Klappläden gestaltet. 

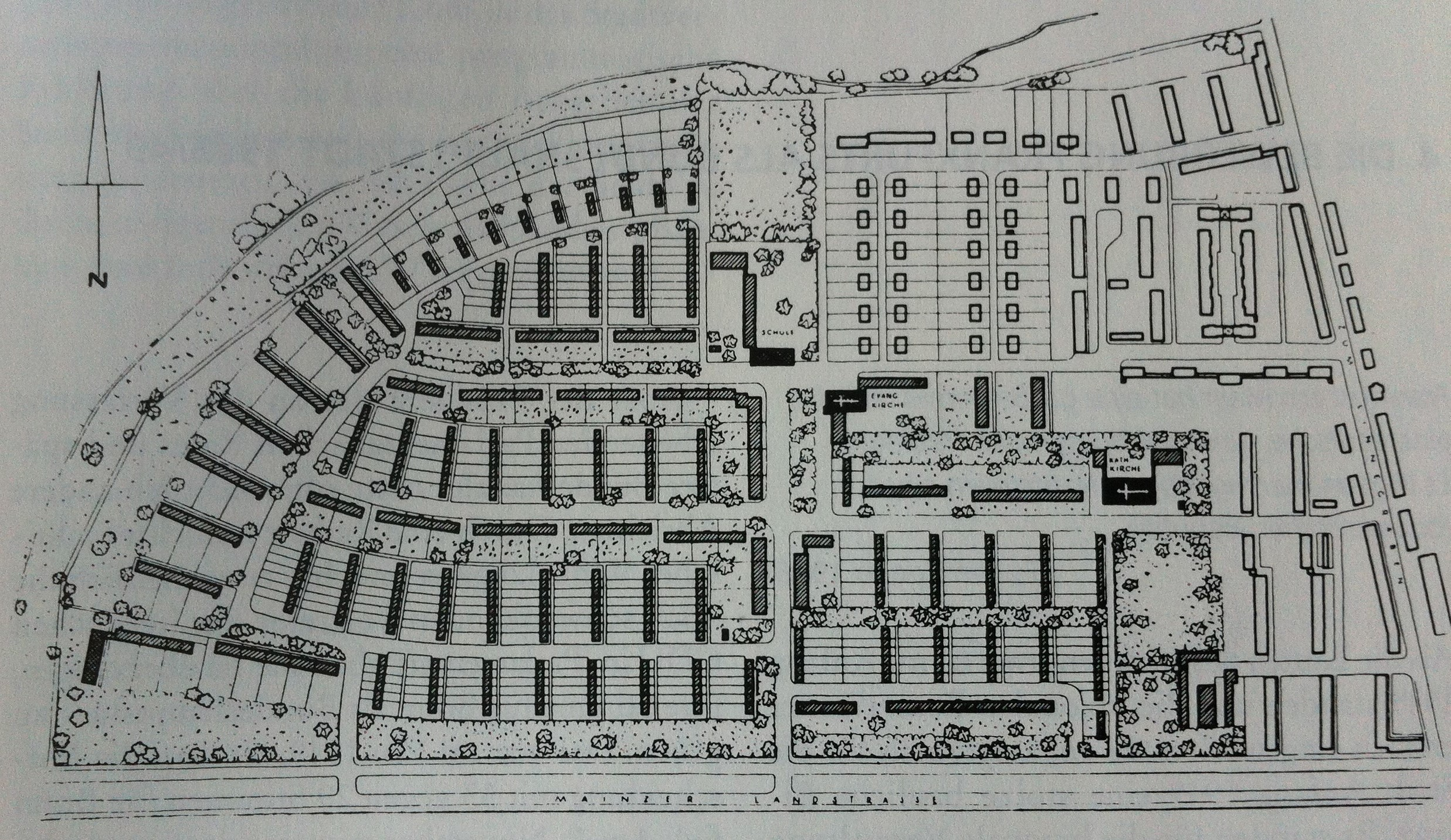
Lageplan Bizonale-Siedlung

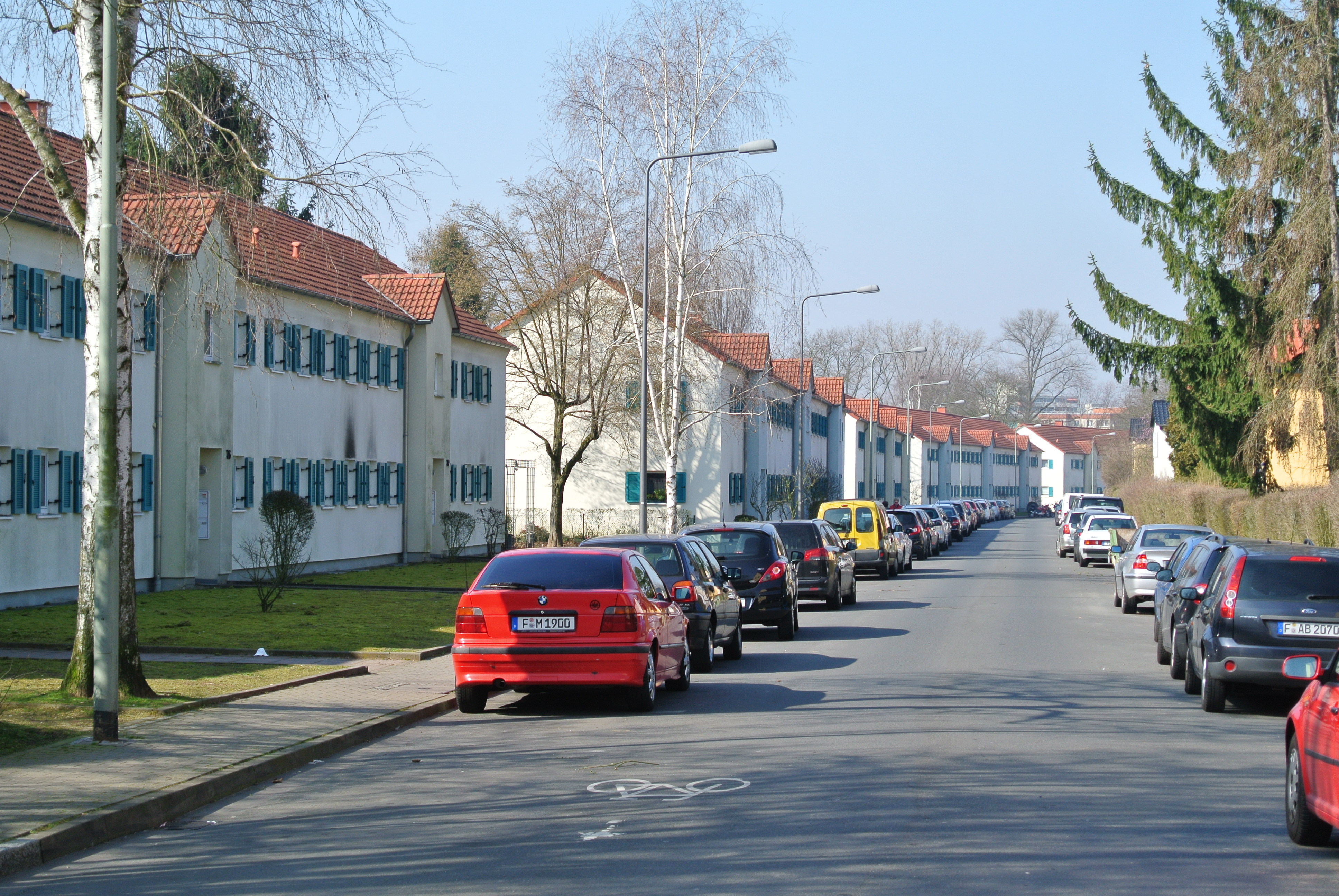
Bizonale Siedlung, Elsterstraße von Osten

## Bizonale Siedlung
Die Bizonale Siedlung liegt im Westen und grenzt mit den Grünanlagen zwischen der Kita und den Kirchen an die übrigen Baugebiete im Osten. Die städtebauliche Konzeption stammt von dem Architekten Herbert Boehm und greift Ideen Ernst Mays aus den 1920er Jahren für die Siedlung Römerstadt auf. In einem Viertelkreis folgen die fächerförmig angeordneten Zeilenbauten an der Rebhuhnstraße dem Verlauf des Lachener Grabens im Nordwesten und orientieren sich zur Landschaft. Sämtliche Gebäude sind zweigeschossig und bestehen aus Reihen- und Mehrfamilienhäusern. Die schmalen Gebäudezeilen sind mit Satteldächern gedeckt. Eine architektonische Besonderheit sind die Klappläden der Fenster, war doch die Fassadengestaltung der meisten Nachkriegsbauten eher schmucklos, so wie beispielsweise in der zeitgleich entstandenen Bizonalen Siedlung Frankfurter Berg.

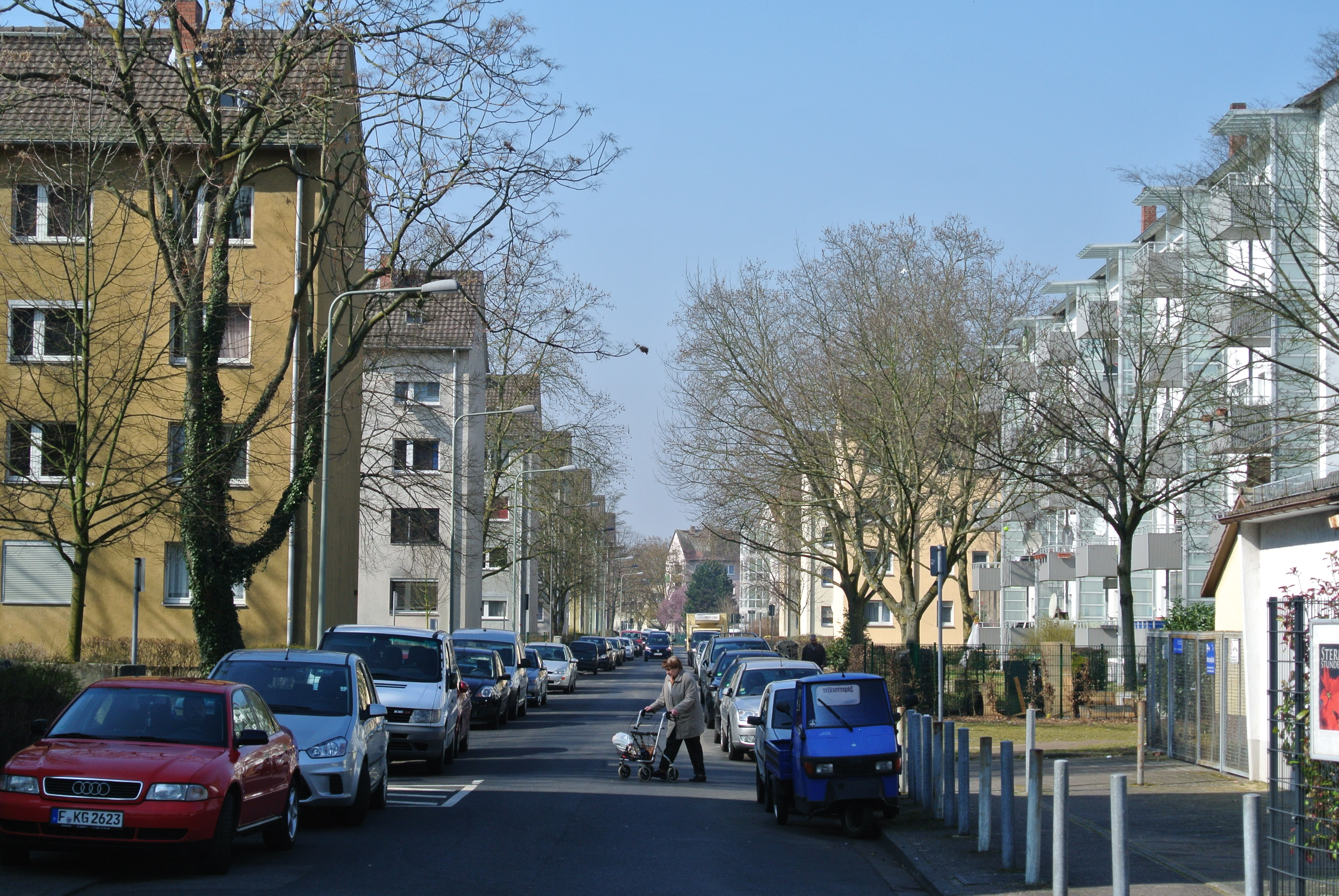
Eberhard-Wildermuth-Siedlung, Bingelsweg - Waldschulstraße

## Übrige Siedlung
Die übrige Bebauung im östlichen und südöstlichen Bereich wurde zwischen 1950 und 1970 vorwiegend in Zeilenbauweise errichtet und folgte damit dem städtebaulichen Leitbild der Entstehungszeit. Es zielt auf einen rationalen Stadtgrundriss, gut belichtete Wohnungen und eine wirtschaftliche Bauerstellung.
Die viergeschossigen Gebäudezeilen insbesondere im Bingelsweg sind in Nord-Süd-Richtung quer zu den Erschließungsstraßen angeordnet und über Fußwege angebunden. Die Wohnungen sind nach Osten und Westen ausgerichtet. Der jüngste Bauabschnitt liegt am östlichen Rand der Siedlung in der Emdener und Wilhelmshavener Straße. Die viergeschossigen Gebäude wurden aus Betonfertigteilen erstellt. Der Sichtbeton der Außenwände prägt das Erscheinungsbild der Bebauung.

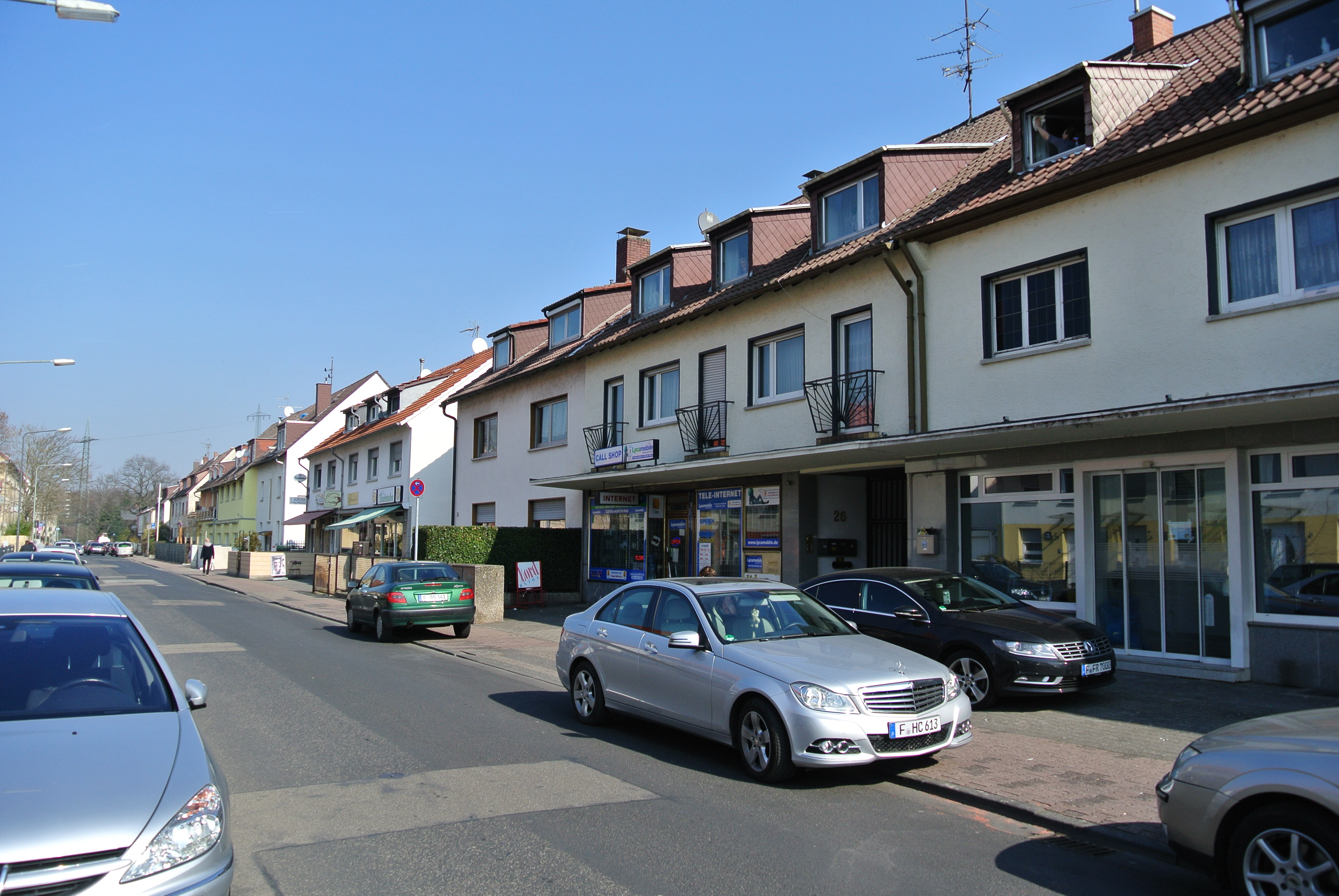
Zum Linnegraben, Läden

## Infrastruktur
In der Eberhard-Wildermuth-Siedlung gibt es zwei Schulen. Die Eichendorfschule in der Waldschulstraße ist eine Grundschule, und die Michael-Schule im Eichhörnchenpfad ist eine Förderschule. Die vier Betreuungseinrichtungen für Kinder sind: Kinderzentrum Eichhörnchenpfad (KT 120), Kinderzentrum Bingelsweg (KiZ 59), je ein Kindergarten der evangelischen und der katholischen Gemeinde. Die beiden christlichen Kirchen verfügen je über ein Gotteshaus in der Siedlung. Zur evangelischen Gemeinde gehört die Pfingstkirche in der Jägerallee und zur katholischen Gemeinde die St. Hedwigskirche in der Elsterstraße. Für die Nahversorgung stehen Läden in der Jägerallee und im Linnegraben zur Verfügung. Öffentliche Grünanlagen befinden sich benachbart zu den Kirchen, südlich der KT 120, westlich der Grundschule und mit dem Lachener Graben am nördlichen und westlichen Siedlungsrand. 

## Quartiersmanagement
Für die Eberhard-Wildermuth-Siedlung gibt es ein Quartiersmanagement im Rahmen des Frankfurter Programms Aktive Nachbarschaft.

## Verweise